# Nordiska mästerskapen i brottning
Nordiska mästerskapen i brottning är en brottningstävling för länder i Norden och Baltikum.

## Historia
Nordiska brottningsförbundet grundades den 1 december 1917 och de första nordiska mästerskapen hölls 1918. Tävlingen väckte inte mycket uppmärksamhet och upplöstes 1925.
1963 återstartade nordiska mästerskapen i grekisk-romersk stil. Året därpå hölls för första gången även nordiska mästerskapet för juniorer. Mellan åren 1975 och 1979 tävlades det även i fristil, men det blev inte så framgångsrikt och lades efter en kort period ner. 2017 började det återigen tävlas även i fristil.
1990 hölls för första gången en tävling för damer, men inte förrän 2013 blev det en återkommande tävling. 1993 tävlade baltiska brottare för första gången i det nordiska mästerskapet och Valeri Nikitin från Estland vann den första baltiska guldmedaljen.

## Deltagande länder
- Danmark
- Estland
- Finland
- Island
- Lettland
- Litauen
- Norge
- Sverige

## Tävlingar
| - 1918 – Kristiania - 1919 – Köpenhamn - 1920 – Stockholm - 1921 – Helsingfors - 1923 – Kristiania - 1925 – Köpenhamn - 1963 – Oslo - 1965 – Uleåborg - 1966 – Lycksele - 1967 – Nykøbing Falster - 1968 – Oslo - 1969 – Joensuu - 1970 – Sundsvall - 1971 – Sønderborg | - 1972 – Oslo - 1973 – Jyväskylä - 1974 – Trelleborg - 1975 – Frederiksværk - 1976 – Notodden - 1977 – Kotka - 1978 – Haparanda - 1979 – Randers - 1980 – Narvik - 1981 – Pyhäjärvi - 1982 – Göteborg - 1983 – Næstved - 1984 – Tønsberg - 1985 – Tammerfors | - 1986 – Varberg - 1987 – Sønderborg - 1988 – Fredrikstad - 1989 – Ylivieska - 1990 – Tranås - 1991 – Varberg - 1993 – Herning - 1994 – Tallinn - 1996 – Notodden - 1998 – Vaajakoski - 2000 – Malmö - 2002 – Herning - 2003 – Eslöv - 2005 – Narvik | - 2006 – Tammerfors - 2007 – Tallinn - 2008 – Kolbotn - 2009 – Oskarshamn - 2010 – Nykøbing Falster - 2011 – Tallinn - 2012 – Aarhus - 2013 – Eslöv - 2014 – Åbo - 2015 – Bodø - 2016 – Tallinn - 2017 – Poniewież - 2018 – Västerås - 2019 – Kristiansund | - 2021 – Herning |